# Ronde van Toscane 2024
De 96e editie van de Ronde van Toscane werd verreden op 11 september 2024. De titelverdediger van deze Italiaanse eendagswielerwedstrijd was Pavel Sivakov.

## Parcour
Deze editie was 182,7 kilometer lang en kende zowel een start als finish in Pontedera. De renners moesten tweemaal de Monte Serra beklimmen. 

## Verloop
In de eerste kilometers volgde meerdere aanvallen elkaar op. De vlucht van de dag bestond uit: Johan Meens, Pierre Latour, Owen Geleijn, Matteo Spreafico, Andrea Sergiampietri en Lorenzo Ginestra. Latour loste uit de kopgroep nadat Lorenzo Ginestra in de aanval ging. Hierna volgde een aanval vanuit het peloton met 11 renners: Diego Ulissi, Charles Paige, David de la Cruz, Walter Calzoni, Julen Arriola-Bengoa, José Manuel Díaz, Emanuel Buchmann, Esteban Chaves, Benjamin Thomas, Jean-Loup Fayolle en Sjoerd Bax. Twee renners reden nog naar deze groep toe dit waren Filippo Conca en Robin Donzé. Op 30 kilometer van de aankomst werd deze groep weer gegrepen.
Hierna volgde een aanval van Clément Champoussin en Michael Storer zij wisten tot aan de streep voorop te blijven. In een zogeheten sprint-à-deux bleek Champoussin de sterkste van de twee en reed zodoende naar zijn eerste overwinning van het seizoen. Achter hen reed nog een groepje weg van het peloton met Domenico Pozzovivo, Marco Brenner, Jordan Jegat, Nahom Zeray, Floris De Tier, Ben Zwiehoff, Ben Hermans, Diego Ulissi, Jesús David Peña en Javier Romo. Zij vulden de rest van de top tien plaatsen.
De wedstrijd was onderdeel van de UCI Europe Tour.

## Uitslag
| Plaats  | Naam                | Ploeg                         | tijd     |
| ------- | ------------------- | ----------------------------- | -------- |
| Winnaar | Clément Champoussin | Arkéa-B&B Hotels              | 4u23'40" |
| 2       | Michael Storer      | Tudor Pro Cycling Team        | z.t.     |
| 3       | Jordan Jegat        | TotalEnergies                 | + 17"    |
| 4       | Marco Brenner       | Tudor Pro Cycling Team        | z.t.     |
| 5       | Ben Zwiehoff        | Red Bull-BORA-hansgrohe       | z.t.     |
| 6       | Domenico Pozzovivo  | VF Group-Bardiani CSF-Faizanè | z.t.     |
| 7       | Javier Romo         | Movistar Team                 | + 26"    |
| 8       | Diego Ulissi        | UAE Team Emirates             | z.t.     |
| 9       | Ben Hermans         | Cofidis                       | + 30"    |
| 10      | Floris De Tier      | Bingoal WB                    | z.t.     |